# Sire Records
Sire Records er et amerikansk pladeselskab, ejet af Warner Music Group. Pladeselskabets udgivelser distribueres gennem Warner Brothers Records.
Pladeselskabet blev grundlagt i 1966 som "Sire Productions" af Seymour Stein og Richard Gottehrer.

## Historie
I selskabets første år introducerede pladeselskabet britiske undergrundsbands og progressive rockgrupper til det amerikanske marked. Tidligere udgivelser omfattede Climax Blues Band, Barclay James Harvest, Tomorrow, Matthews Southern Comfort og protopunkerne The Deviants. Udgivelserne blev i 1970-71 distribueret gennem Polydor Records, hvor selskabets nuværende logo blev introduceret, og herefter af Famous Music fra 1972 til 1974, i hvilken periode selskabets udgivelse med det progressive rockband Focus fik et stort hit med "Hocus Pocus". I 70'erne udgav Sire flere opsamlingsalbum og samlinger med forskellige artister, herunder en serie af tre album "History Of British Rock" samt diverse artister som The Turtles, Duane Eddy, The Small Faces og Del Shannon. 
I slutningen af 1970'erne blev Sire et succesfuldt indie-label med artister inden for den nye punkrock og new wave-scene, herunder artister som the Ramones, The Dead Boys, The Undertones og Talking Heads. Sire skiftede distribution til Warner Bros. Records i 1977. Året efter i 1978 købte Warner Sire Records. Igennem 1980'erne blev Sire Records et mainstream-label med artister som Madonna (selskabets absolut mest sælgende artist), The Smiths, Ice-T, Depeche Mode, Echo & The Bunnymen, The Pretenders og The Cure i Nordamerika. I 1990'erne havde selskabet succes med artister som Seal, k.d. lang, Tommy Page og Ministry.